# 謝冰心
謝冰心（しゃ ひょうしん、1900年10月5日 - 1999年2月28日）または冰心（ひょうしん）は、20世紀中国の作家。
文学革命の初期から小説・詩・散文・児童文学など、さまざまな分野の作品を書いており、その作品は日本でも戦前から翻訳されている。平易な口語で書かれた美しい文章に定評がある。
社会運動家の呉青は次女。

## 名前
本名は謝婉瑩（しゃ えんえい）で、「冰心」は王昌齢の詩の文句「一片冰心在玉壺」に由来するペンネームである。中国では姓の「謝」をつけずに呼ぶのが普通であるが、日本では「謝」をつけることが多い。なお、「冰」は「氷」の異体字であるが、謝冰心の場合は日本においても普通「冰」の字を使う。
従軍日記で知られる女流作家の謝冰瑩と名前が似ているが、関係はない。

## 生涯
謝冰心の父は清朝の軍人であり、父の任務に従って一家はしばしば引っ越した。謝冰心は福州府侯官県（今の福州市鼓楼区）で生まれたが、生まれた年のうちに上海へ、4歳のときに煙台へ引っ越している。辛亥革命でいったん福州に戻るが、1913年に再び北京に移った。謝冰心の家はキリスト教徒であり、1918年に北京にあったキリスト教系の華北協和女子大学（翌年に他の大学と合併して燕京大学になる）の予科に入学した。在学中に文学革命の影響を受けて文学活動をはじめた。小説「両箇家庭」(1919)ではじめて「冰心」のペンネームを使用している。1921年に茅盾、鄭振鐸らの文学研究会に参加し、その機関誌である『小説月報』上に作品を発表した。1920年代の詩集「繁星」「春水」はとくに反響が高く、多くの模倣者を生んだ。
1923年に燕京大学を卒業し、アメリカ合衆国のウェルズリー大学に留学してイギリス文学を研究した。留学中に子供向けのコラムに書いた新聞記事を集めたものが「寄小読者」として出版された。
1926年に帰国し、燕京大学、北平女子文理学院、および清華大学の国文系で教えた。留学中に知りあった社会学者で燕京大学教授の呉文藻と1929年に結婚した。1931年に長男の呉平、1935年に長女の呉冰、1937年に次女の呉青が生まれた。1930年代はじめには、はやくも『冰心全集』と題した本（全3巻、1932-33）が北新書局から出版された。
1931年の「分」（わかれ）は2人の生まれたばかりの子供の運命を対比した、珍しく社会問題を扱った作品であった。茅盾は1934年に長文の「冰心論」を書き、謝冰心の理想主義が現実の汚い部分から目をそむけていると批判しつつ、「分」は以前の作品と異なると高く評価した。
日中戦争がはじまると子供とともに奥地を転々とした。この時代の作品に「関於女人」（女のひとについて）がある。
戦後、夫の呉文藻が中華民国駐日軍事代表団政治組長および国際連合対日委員会の中国代表顧問になったため、1946年から一家で日本に滞在した。このとき謝冰心は倉石武四郎の尽力によって、東京大学の非常勤講師として教えている。中華人民共和国成立後の1951年に帰国した。日本での体験をもとに後に書いた散文に「桜花賛」がある。
その後も中国代表団の一員として世界各地を訪れた。日本は合計5回訪問している。
夫の呉文藻と長男の呉平は反右派闘争で右派とみなされて批判された。文化大革命では呉文藻・謝冰心の両方が批判され、1969年の10月から「牛小屋」（私刑施設）に入れられた。1970年には湖北省咸寧（のちに沙洋）の五七幹部学校に入れられたが、米中国交正常化すると、解放されて外交文書の翻訳にたずさわった。没後に公開された「致家裏人」（家族への手紙）は、五七幹部学校時代に書かれた手紙を集めたものである。
1989年の六四では民主を呼びかけた。

## 主な作品
- 『繁星』(1921) 詩集

飯塚朗訳『繁星: 詩集』(伊藤書店1939)
- 『春水』(1922) 詩集
- 『超人』(1923) 小説・散文集
- 『寄小読者』(1926) 米国留学中の生活を子供向けに書いた文集。

倉石武四郎訳『子どもの国のみなさまへ: をとめの旅より』(三省堂1942)。翻訳ははじめ「新女苑」という少女雑誌に連載された。
- 『去国』(1933) 小説集
- 『冬児姑娘』(1934)

倉石武四郎訳『お冬さん: 謝冰心自選集』(河出書房1951、のち岩波文庫「お冬さん」)
- 『関於女人』(1945) 日中戦争中に書かれた、女性に関する作品。

竹内実訳『女のひとについて』(朝日新聞社1993)
- 『陶奇的暑期日記』(1956) 児童文学

倉石武四郎訳『タオ・チーの夏休み日記』(岩波少年文庫1957)
- 『小橘灯』(1957) 児童文学集
- 「致家裏人」

文化大革命中の五七幹部学校での生活をつづった27通の手紙。没後の『収穫』2005年第5期に発表された。
邦訳：萩野脩二・牧野格子訳『家族への手紙：謝冰心の文革』(関西大学出版部2008)
1995年に海峡文芸出版社から卓如主編『冰心全集』全8巻が出版されている。著者没後の1999年には9巻にした新版が出版された。
日本語訳はほかにも戦前から「中国文学集」の類に数多く収められている。